# Галић
Галић је презиме које потиче из Херцеговине. Осим Срба, носи га и велики број Хрвата.
Највише Срба Галића има у Босанској Крајини. То су насеља Малешевци и Доње Пеуље (Босанско Грахово), затим Вуковско код Бугојна и Герзово код Мркоњић Града. Има их у Рибнику, Кључу, у околини Градишке (Гашица, Бијаковац и Драгељи) и у околини Бањалуке (Гомионица, Бистрица, Бошковићи, Шушњари).
У Далмацији, Хрвата Галића има највише у местима Свиб и Вињани Горњи код Имотског, Вргорац, Триљ, Хрваце, Турјаци, Клис, Сплит, Богатић, Корлат, Ислам Латински. Галићи Срби су у местима Кричке, Зелово и Радошић.
Галићи Хрвати у осталим деловима Хрватске, најбројнији су у местима Царево Поље код Огулина, Доња Бебрина у Славонији, затим Пустодол, Жаровница и Каменичко Подгорје у Загорју. Срба Галића има у Мартиновићима код Глине (Банија).